# Ossido di cerio(III)
L'ossido di cerio(III) è un composto chimico di formula Ce2O3; in condizioni normali si presenta come una polvere di colore verde-giallo.

## Produzione
L'ossido di cerio(III) è prodotto per riduzione dell'ossido di cerio(IV) con idrogeno a una temperatura di circa 1700 K, ottenendolo in una forma stabile all'aria. Se il processo di riduzione è effettuato ad altre temperature, l'ossido di cerio(III) prodotto sarà piroforico.

## Applicazioni

### Trattamento gas di scarico
L'ossido di cerio(III) viene impiegato nelle marmitte catalitiche come convertitore catalitico per la riduzione delle emissioni di monossido di carbonio dai gas di scarico dei veicoli a motore.
In condizioni di carenza di ossigeno (miscela grassa), l'ossido di cerio(IV) viene ridotto dal monossido di carbonio a ossido di cerio (III):
{\displaystyle {\ce {4CeO2 \ + \ 2CO -> 2Ce2O3 \ + \ 2CO2}}}
Quando invece vi è un eccesso di ossigeno (miscela magra), il processo si inverte e l'ossido di cerio(III) viene ossidato a ossido di cerio(IV):
{\displaystyle {\ce {2Ce2O3\ +\ O2->4CeO2}}}

### Idrolisi dell'acqua
L'ossido di cerio(III) può essere impiegato per la produzione di idrogeno, nel ciclo dell'ossido di cerio(IV)-ossido di cerio(III), un processo termochimico a due fasi di idrolisi dell'acqua.

### Porcellane dentali fluorescenti
Addizionato ad una ceramica assieme ad ossido di stagno(II) (SnO), l'ossido di cerio(III) viene impiegato per la produzione di porcellane fluorescenti. Tale fluorescenza è osservata solamente dopo la cottura della porcellana, la quale sarà in grado di assorbire luce ultravioletta per poi emettere nel visibile a circa 400nm, conferendole uno spettro di emissione simile a quello dei denti naturali.